# Rhyacophila latitergum
Rhyacophila latitergum là một loài Trichoptera trong họ Rhyacophilidae. Chúng phân bố ở miền Tân bắc.